# DELTA (野球)
株式会社DELTA（かぶしきがいしゃデルタ）は、野球のデータ分析を行う日本の企業である。主に、プロ野球を対象としたセイバーメトリクスによるデータ分析を扱う。

## 沿革
野球は、1球ごとの記録がスコアブックに残るスポーツであり、伝統的にデータが重視されてきた。1970年代にアメリカ合衆国のビル・ジェームズがセイバーメトリクスを提唱し、統計学的な手法を用いて野球というスポーツの構造や戦略を研究する試みが始まり、21世紀に入ってセイバーメトリクスを活用することで資金力の乏しい球団が勝ち上がる様子が『マネー・ボール』に描かれたことで、その有用性が広く知られるようになった。
こうした中、自動車関連企業を退社した岡田友輔は、2002年から日本テレビのプロ野球中継において、ディレクターやアナウンサーに提供するデータを調査する業務を担当するスタッフとして、プロ野球界にかかわるようになった。しかし、岡田によれば、日本ではヤクルトスワローズなどで監督を務めた野村克也のID野球などによって選手の攻め方といった戦術面に関しては細やかな分析がなされてきたが、戦略的・組織的なデータ分析はメジャーリーグに比べて遅れをとっており、当時は野球ファンの側からも「データは画面を汚す」というようなデータに対する反感の声があったという。その後、2006年にスポーツデータ解析・配信を担う企業・データスタジアムに入社した岡田は、セイバーメトリクスを専攻。さらに「分析に力を入れたい」と考え、野球データ分析に関する経験を積んだのち、2011年に合同会社DELTAを設立して独立した。
DELTA設立当初は、「プロ野球経験はあるのか」などと問われることもあり、野球経験が小学生までだった岡田はセイバーメトリクスへの無理解に苦しんだという。しかし、書籍の出版などを通じて露出を増やしたことに加え、業務委託契約を受けた東北楽天ゴールデンイーグルスが2013年に優勝したことで知名度と信頼度が上昇。DELTAは様々な球団からオファーを受けるようになり、地位を確立した岡田は「和製ビル・ジェームズ」などとも呼ばれるようになっていった。また、DELTAには複数のアナリストのほか、楽天元選手の川井貴志や同じく楽天元戦略室長の上田顕らも籍を置き、2015年に株式会社へと改組して活動を続けている。

## 事業内容
主な事業内容は、データの販売、コンサルティング、インターネットサイトの運営、人材紹介の4つである。特に、プロ野球の球団に対するデータ面でのサポートが中心である。具体的には、プロ野球のいくつかの球団と契約し、データを分析したレポートを提供したり、球団の戦力評価に関するアドバイスを行ったりしている。このほか、データ分析に通じたアナリストが各球団を直接サポートするサービスも展開している。また、一般の野球ファンに対しては、ウェブサイト「1.02 - Essence of Baseball」を公開し、有料でセイバーメトリクスに関する各種指標を公開しているほか、記者投票で選ばれるゴールデングラブ賞に対し、セイバーメトリクスを用いてアナリストが選手の守備力を分析して選出する守備の賞「1.02 FIELDING AWARDS」を独自に選定する活動も行っている。
メジャーリーグにおける分析手法を日本に広めることで、野球データ分析の土台を作る活動も行っている。例えば、野球ファンの楽しみ方を増やしたり、野球界でデータ分析業務を担う人材を育成したりする目的で、セイバーメトリクスを中心にした野球分析講座を開催している。特に、2018年から2019年にかけては「リーダーズ・オブ・ベースボール・オペレーションズ」と題し、データ分析を担うアナリストや球団関係者らが、野球界への就職を目指す学生・社会人を指導するセミナーを開催した。従来、プロ野球の球団スタッフへの就職は元選手や親会社からの出向などに限られており、人材の多様性や流動性が損なわれているという課題があったが、DELTAが各球団に呼び掛けて実現したこのセミナーによって、初年度の2018年には受講者3名がプロ野球の球団に採用されることになった。ビジネスモデルを紹介するウェブメディアである#SHIFT（ITmedia運営）は、DELTAの取り組みによってこうした人材登用の課題に風穴が空いたと評価している。また、2020年からは「ベースボール・アナリティクス・ナウ」と題して基礎から学べる講座をオンラインで開催している。
なお、事業を遂行する本社は東京にあるが、プロ野球の1球ごとのデータを収集するための事業所を福岡に構えている。

## 主要関係者
- 岡田友輔 - DELTA代表[1]。
- 蛭川皓平 - アナリスト[4]。執筆活動も行う[4]。
- 川井貴志 - コーディネーター[1]。元東北楽天ゴールデンイーグルス投手[1]。現役時代からデータ分析には積極的で、引退後はチーム戦略室でデータ分析を行っていた[1]。DELTAに加入してからは、コーディネーターとして活動しつつスポーツ科学を学んでいる[1]。
- 上田顕 - 元東北楽天ゴールデンイーグルス戦略室長[2]。高性能弾道測定器のトラックマンを導入したことで知られる[2]。